# Кокино (Выгоничский район)
Ко́кино — село в Выгоничском районе Брянской области России, административный центр Кокинского сельского поселения. Расположено в 2 км от федеральной автомобильной дороги М13 Брянск — Новозыбков — граница Республики Беларусь. Через Кокино протекает река Волосовка.

## Население
| 2002 | 2010  | 2013  | 2021  |
| ---- | ----- | ----- | ----- |
| 4710 | ↘3863 | ↘3831 | ↘3008 |

## История
Первые поселения в окрестностях Кокино, известные на сегодняшний день, относятся к раннему железному веку (ок. IV в. до н. э., юхновская археологическая культура).
Славянское население, с которого традиционно ведётся отсчёт истории, начинает продвижение территорию Брянщины не раньше VI века, и типично славянские поселения появляются на территории Кокино только к IX веку. Окружающие Кокино села известны по документам не ранее, чем с начала XVII века и представляли собой небольшие деревеньки с помещичьими усадьбами.
Первое упоминание о селе Кокино датировано 1610 годом. В этом году брянскому дворянину Василию Тютчеву польский король Сигизмунд III, осаждавший Смоленск, пожаловал поместье, включавшее Кокино и ещё ряд деревень.
Село в XVII — сер. XIX в. принадлежало помещикам Безобразовым, которые в 1740—1746 гг. построили в нём деревянный храм Покрова. В 1781 г. здесь стояли каменная церковь Покрова и деревянный господский дом на каменном фундаменте, был разбит сад.
Последней владелицей с. Кокино была помещица Варвара Николаевна Безобразова, тётка Ф. И. Тютчева. После её смерти в 1828 г., за отсутствием наследников, имение было отдано в опеку, а позднее распродано. В 1830-х годах усадьба перешла во владение подполковника П. Д. Халаева. Халаевы владели Кокино до революции. Последним помещиком был трубчевский уездный предводитель дворянства Н. Н. Халаев, построивший в 1906 г. новый господский дом (ныне учебный корпус № 4 БГАУ).
Существующая по сей день Кокинская средняя общеобразовательная школа была основана 20 октября (3 ноября) 1876 г.
После революции в соседней с Кокино бывшей усадьбе К.Г Мартынова был организован совхоз. Одновременно в нач. 1920-х гг. в Кокино создана низшая сельскохозяйственная школа маслоделия и сыроварения. Земля, ранее принадлежавшая помещикам, была отдана крестьянам, и лишь 400 гектаров оставлено для школы. 1 октября 1930 года на землях усадьбы открылся сельскохозяйственный техникум. В доме Халаева, разместились классы и лаборатории, общежитие студентов и квартиры преподавателей — так невелик был техникум в год его основания.
В 1930 году кокинская церковь Покрова Пресвятой Богородицы была закрыта и переоборудована под клуб. Священник Андрей Покровский в 1938 году был арестован и расстрелян. После войны храм был разобран, склепы разрушены, кладбище вокруг церкви снесено. В настоящее время на месте храма стоит памятник Ленину.
В 1980 году организован Брянский сельскохозяйственный институт с тремя факультетами: агрономическим и зооинженерным, механизации сельского хозяйства и экономическим, среднего сельскохозяйственного образования. Организовано учебно-опытное хозяйство «Кокино». В 1995 году Брянский СХИ переименован в Брянскую государственную сельскохозяйственную академию (БГСХА). В 2014 году БГСХА переименована в Брянский государственный аграрный университет (БГАУ).

## Экономика
Крупнейшей организацией-работодателем Кокинского сельского поселения является Брянский государственный аграрный университет (БГАУ). Основная часть населения, в том числе более 340 преподавателей, трудоустроены в этом образовательном учреждении. Торговая сфера представлена Магнитом и Пятерочкой, а так же небольшими магазинами, реализующими главным образом продукты питания и бытовую химию, имеется небольшой рынок.

## Транспорт
Кокино расположено в 2,5 км от федеральной автодороги М13 Брянск-Новозыбков, в 18 км от границы Брянска и в 24 км от центра города. Осуществляется регулярное автотранспортное сообщение с г. Брянском (муниципальные автобусы и частные маршрутные такси с интервалом в будни — 15 минут, в выходные — 20—30 минут), а также с районным центром Выгоничи (автобус Брянск — Лопушь, маршрутное такси Кокино — Выгоничи).

## Образование
- Брянский государственный аграрный университет (БГАУ).
- Кокинская средняя общеобразовательная школа (основана в 1876 г.). В школе обучается около 300 человек.
- Детский сад «Мозаика».

## Достопримечательности
- Усадьба Кокино (главный дом, флигели)  Объект культурного наследия № 3220002000№ 3220002000
- Парк бывшей усадьбы Безобразовых/Халаевых  Объект культурного наследия № 3220002001№ 3220002001
- Здание кузни (XIX век)